# Lucio Emilio Lepido Paolo
Lucio Emilio Lepido Paolo (vissuto nel I secolo a.C., in latino: Lucius Aemilius Lepidus Paullus; Roma, ... – Mileto, ...; fl. I secolo a.C.) è stato un politico romano, fratello di Marco Emilio Lepido (colui che stipulò il secondo triumvirato).

## Biografia
Era figlio di Marco Emilio Lepido, console del 78 a.C.
Appoggiò Cicerone contro Catilina e non si alleò mai con Pompeo Magno. Venne eletto questore nel 59 a.C., edile nel 55 a.C., pretore nel 53 a.C. e console nel 50 a.C.
La sua elezione era mirata all'affidamento del controllo del Senato a due consoli (Claudio Marcello e Lepido stesso) che si opponessero a Cesare per esigere il suo ritorno dalle Gallie, ma prima della prima seduta fu corrotto da Giulio Cesare con un'ingente somma di denaro. Anche grazie a questi soldi fece costruire la basilica Emilia a Roma. Sempre per volere di Cesare fece costruire la basilica Giulia sulle rovine della basilica Sempronia. Nelle aspre discussioni del 50 a.C. sulla questione del ritorno di Cesare fu quindi il portavoce della causa cesariana stessa, coadiuvato dai tribuni della plebe.
Paolo si oppose al secondo triumvirato, e suo fratello ordinò di ucciderlo. Il giorno dell'esecuzione, i soldati gli concessero di fuggire. Paolo si unì a Marco Giunio Bruto; ma, morto quest'ultimo suicida nel 42 a.C., venne perdonato e poté trascorrere gli ultimi anni di vita a Mileto.
Non si conosce il nome della moglie. Suo figlio Lucio Emilio Lepido Paolo fu console nel 34 a.C. e censore nel 22 a.C., e sposò in seconde nozze Claudia Marcella minore, una nipote di Augusto.